# Coleophora traganella
Coleophora traganella é uma espécie de mariposa do gênero Coleophora pertencente à família Coleophoridae.